# 레번 헬름
레번 헬름(영어: Levon Helm 리본 헬름[*], 영어 발음: /ˈliːvɒn/, 1940년 5월 26일 ~ 2012년 4월 19일)은 미국의 가수이자 배우이다. 더 밴드의 드럼 연주자이자 리드 보컬로 유명하다.
다양한 악기를 연주했던 멀티플레이어로, 컨트리풍의 깊은 음색과 창의적인 드럼 연주로 사랑을 받았다.
1977년 더 밴드가 잠시 해체된 뒤로는 솔로로서도 활동했고, 1980년작 《American Son》이 호평을 받았다.
1998년 인후암 진단을 받아 노래를 하기 어려워졌지만, 재활에 성공해 2007년에 솔로 음반 《Dirt Farmer》를 발표했다. 이 음반으로 레번 헬름은 2008년 그래미 최우수 전통 포크 음반상을 받았다.
《롤링 스톤》지는 레번 헬름을 '가장 위대한 가수 100명' 중 91번째로 선정했다.
영화 배우로 활동하기도 했는데, 《광부의 딸》, 《필사의 도전》, 《더블 타겟》 등에 출연했다.